# Иванов, Сергей Владиславович
Сергей Владиславович Иванов (род. 22 октября 1955, Архангельск) — советский и российский физик. Академик РАН (с 2011 года), директор Института физики высоких энергий.

## Биография
Родился 22 октября 1955 года в семье школьного учителя, будущего почётного гражданина Архангельска В. Д. Иванова. В 1979 году, после окончания факультета автоматики и электроники Московского инженерно-физического института (МИФИ), поступил в очную аспирантуру МИФИ, окончив которую, в 1982 году поступил на работу в Институт физики высоких энергий (ныне ГНЦ ИФВЭ, г. Протвино, Московская область) где и работает по настоящее время. Был заместителем директора центра по науке и начальником Отделения ускорителя У-70, отвечающего за развитие и эксплуатацию протонного синхротрона У-70 (энергия 70 ГэВ) и его инжекционного комплекса. В конце 2015 года назначен на должность директора ИФВЭ.
С 25 мая 2006 года, Сергей Владиславович Иванов — член-корреспондент РАН (Отделение физических наук).
22 декабря 2011 года избран академиком РАН (Отделение физических наук — ядерная физика). 
Член бюро Научного совета ОФН РАН по проблеме «Ускорители заряженных частиц». Член Научно-технического совета ИФВЭ.

## Научные достижения
Специалист в области физики пучков заряженных частиц и физики ускорителей. Основная часть научных работ посвящена вопросам динамики заряженных пучков в ускорителях. В частности, изучались вопросы когерентных неустойчивостей интенсивных пучков и методы их подавления. Результаты этих исследований были использованы при разработке системы демпфирования высших видов колебаний в ускоряющих резонаторах УНК. Для анализа цепей обратной связи по пучку в протонном синхротроне был также разработан обобщённый импедансный подход. На основе этой разработки была физически обоснована система электроники низкого уровня мощности для проекта УНК. С. В. Ивановым разработана теория шумовых эффектов в протонном синхротроне, в рамках которой было дано динамическое обоснование уравнения диффузии, проведено численное решение краевой задачи, и осуществлены эксперименты на пучке. Эта теория стала основой для создания и последующего введения в эксплуатацию системы медленного стохастического вывода пучка из системы У-70.
Кроме того С. В. Иванов разрабатывал физические основы принципов создания и использования технологических систем, необходимых для поддержания работоспособности циклических ускорителей протонов и ионов.